# Colocasieae
Tribu
Les Colocasieae sont une tribu de plantes monocotylédones de la famille des Araceae, sous-famille des Aroideae, qui comprend neuf genres.

## Liste des genres
Selon NCBI (10 décembre 2021) :
- Alocasia (Schott) G.Don
- Ariopsis Nimmo, 1839
- Colocasia
- Englerarum Nauheimer & P.C.Boyce, 2013
- Leucocasia Schott, 1857
- Protarum Engl., 1901
- Remusatia Schott, 1832
- Steudnera K.Koch
- Vietnamocasia N.S.Ly, S.Y.Wong & P.C.Boyce, 2017